# Weathernews LiVE
weathernews LiVE（ウェザーニューズ ライブ）は、ウェザーニューズ (WNI) が2009年10月5日から2012年1月8日まで、ウェザーニューズの24時間動画生放送「SOLiVE24」およびBSデジタル放送（独立データ放送）910ch「ウェザーニュース」で放送していた生放送の気象情報番組である。

## 概要
千葉県千葉市美浜区の幕張テクノガーデンB館2階にある、ウェザーニューズ・グローバルセンター内WNI SITEのBスタジオ（クロマキースタジオ）から生放送している。なお、SOLiVE24レギュラー番組の中で、同スタジオから送出される番組としては唯一の存在である。
2009年10月5日のSOLiVE24番組改編前は、『SOLiVE Night』内で「お天気マーケット」として放送してきた、ウェザーニュース社内の法人向けサービスなど各部署の取り組みや直近の注目気象動向を、それぞれの担当者とともに紹介していくコーナーが中心の番組である。専門ジャンル予報担当の気象予報士、SOLiVE24をはじめとする動画コンテンツ制作スタッフ、さらに間接部門に従事する社員まで、同社内で活躍する幅広いスタッフが登場する。
パソコン向け番組閲覧ソフト「ソラマド」のチャット機能「SORA CHAT」を使い、スタジオの出演者も実際のチャット画面を見ながら番組を進行。様々な質問を、チャット参加者に問いかけていく。また、チャット参加者のコメントのみで進行する深夜番組『SOLiVE ミッドナイト』では、当番組で取り上げた話題などを、その日のチャットテーマとして更に深く掘り下げていく場合もあり、当番組の出演者もSORA CHATに参加する場合がある。
2010年10月3日の放送分より、日曜日のみコーナー内容がリニューアル。また、2010年11月15日の放送分から、オープニングと一部のジングルが一新された（後述）。
2011年2月7日の放送分より、MCが二人体制に移行。平日進行役に「SOLiVE モーニング」を担当していた木島由利香が、土曜日の進行役に新キャスター佐伯拓也が加わった。同時にスタジオ構成もリニューアルし、机の形状・着席配置も変更された。

### 2012年1月、番組終了
2012年1月6日の放送回をもって平日出演者の木島由利香、バシ（石橋知博）が卒業することが同年1月2日放送の『バシライブ2.4』（SOLiVE ミッドナイト枠で放送された年始特番）で発表された。
また、番組改編についても、2012年1月8日の放送回をもって、本番組が終了することが石橋から発表された。
- なお、石橋に関しては仕事で渡米することが決まっており、事実的な降板となる[注 3]。

その後、1月6日の平日版最終回のエンディングにて番組終了後の詳細が土曜日担当の村田泰謁から発表され、1月9日より金曜日以外は「SOLiVE ナイト」（日 - 木曜日は木島由利香、土曜日は原田健成が担当）、金曜日のみ「SOLiVE フライデーナイト」（おは天OGの井田朱音が担当）を放送することが発表された。

### 復活・特番編成へ
2014年3月31日・4月1日に「2夜限りの特番」として復活、以下の出演者により放送された。
- 3月31日は石橋知博がMC（リニューアル前を再現）
  - ゲストは3月31日限りでSOLiVE24への出演が終了する横町藍・堀田奈津水およびアメリカより一時帰国中の丹羽祐久。
- 4月1日は木島由利香がMC、石橋がコメンテーター（リニューアル後を再現）
  - ゲストはSOLiVE24第7期キャスターとして採用された松雪彩花・藤岡茜および一時休養中の村田泰謁。

（両日ともゲストは出演順に表記）
このあと、2014年8月4日に「バシの日」として当番組が再度復活、以下の出演者により放送された。
- MCは石橋知博（リニューアル前を再現）
  - ゲストは23時30分-0時25分のゾーンは「夢がMORI×2対談」と題し、ウェザーマップ代表森田正光氏とウェザーニューズ取締役の森田清輝。0時30分-0時50分のゾーンは村田泰謁が出演。

2016年1月1日と2017年1月1日には元旦特番「Weathernews Special LiVE」として復活。

## 出演者
キャスター
月 - 金曜日
- 木島由利香[注 5]（月 - 金曜、2011年2月7日 - 2012年1月6日）
  - 「おは天」第5期近畿版キャスター。2010年4月2日までテレビ神奈川 (tvk) の「ニュース930」および「tvk NEWSハーバー」のお天気キャスターを務めた。MC就任前日の2011年2月6日までは、SOLiVE モーニングに出演していた。
  - 2011年2月7日より、番組開始から1年2ヶ月間、月 - 金のメインキャスターを務めたバシ（石橋知博）に代わって、メインキャスターに就任[注 6]。
- バシ（石橋知博）（月 - 金曜、2009年10月5日 - 2012年1月6日）
  - 放送開始時点でウェザーニューズ・BtoS（個人向けサービス）事業統括主責任者（同社取締役）。
  - 2010年8月よりウェザーニューズ・ウィズステーション(個人向けサービス）事業統括主責任者（同社取締役）。
  - 同社制作の動画番組『朝のウェザーニュース』『昼もウェザーニュース』などへの出演経験がある。
    - 2011年2月7日より、月 - 金のメインキャスターの座を木島に譲り、コメンテーターという役柄で出演[注 7]。

土曜日
- 村田泰謁（土曜、2010年4月11日 - 同年9月26日、2011年2月12日 - 2012年1月7日）
  - 以前、日曜のキャスターを担当。日曜メインキャスターを須田浩子に交代した後もアシスタントとして、しばらく出演していたが、自身の持病に伴う、闘病生活に専念するため[1]、2010年10月10日の放送をもって、一旦番組を欠席することを表明。事実上の降板となった[注 8]。
  - 2011年2月12日より、土曜日新キャスターに就任した佐伯拓也のアシスタントキャスターとして復帰した。その後、後述する横町も有川のキャスター卒業に伴うシフト変更が生じ、再び単独出演となった。

日曜日
- 須田浩子[注 9]（日曜、2010年10月3日 - 2012年1月8日）
  - ウェザーリポートセンターに所属。2010年9月26日放送分まで進行を務めた村田泰謁に代わって日曜メインキャスターに就任。なお、キャスター就任前にも、出演当時バシが月 - 金で進行を務めていた時代に、同番組にゲストとして出演したことがある。
- 鈴木俊之（日曜、2011年6月12日 - 2012年1月8日）
  - 須田と同じくウェザーリポートセンターに所属し、同センター長を務めている。

全国の天気（ウェザーニューズ 予報センターから）
- 本田竜也
- 原田健成
- 内藤邦裕
- 須山洋治
- 石河大
- 浜俊一
- 町田修一
- 森口哲夫
- 小津慎吾
- 小池由高
- 柳博
- 宇野沢達也

日替わりコーナー
コーナー及び出演者は、原則下記の曜日・出演者で行う。
- 月曜 - 「今週のデンキ」 山崎育正（ウェザーニューズ電力気象担当）
- 火曜 - 「地象&地震について」 山口剛央（ウェザーニューズ地象センター、2010年5月10日 - ）
- 水曜 - 「トランスメディア開発進捗報告」 西祐一郎（ウェザーニューズIT開発リーダー、2010年4月7日 - ）
- 木曜 - 「SHIRASEからのお知らせ」 三枝茂（ウェザーニューズSHIRASE環境ビジネス展開PROJECT担当）
- 金曜 - 「今週の感謝」 丹羽祐久（通称NIWAさん）
- 不定期 - 「とくまるのマル得情報」 徳丸友紀（ウェザーニューズ広報担当[注 10]、2010年4月5日 - ）

## 放送時間
| 期間                         | 放送時間                     |
| ---------------------------- | ---------------------------- |
| 2009年10月5日 - 2012年1月8日 | 月曜日 - 日曜日 23:00 - 1:00 |

- BSデジタル放送では0時基点の24時間放送となっている関係で、当番組は番組表 (EPG)上では連続した2番組扱い（23時 - 0時、0時 - 1時）となっている。
なお、異常気象や地震発生時（WNI分析で推定最大震度が3以上、もしくは不明の場合）は番組を中断し、幕張テクノガーデンB館24階にあるウェザーニューズ・グローバル予報センター（通称：予報センター）から最新情報を伝える。

## 主なコーナー
- weathernews News（月曜 - 金曜 23時 - 23時15分頃）
社内の動向・新サービスなどを毎日1-3項目程度紹介する。同社が発表したプレスリリースはほぼ必ず取り上げられ、同社のIR告知コーナーを兼ねている。ニュース項目が少ない場合はフリートークをしたり、全国各地から寄せられたウェザーリポート（同社運営の携帯電話各社公式サイト登録者から寄せられた、投稿者周辺の気象現況と画像・動画）を紹介したりして時間調整をした後、「この番組はweathernewsの今をLiVEする番組です」との決め台詞を言った後、このコーナーに入る。一度だけ、「ニュースなし」となってしまったことがある（後述）。
- 『SOLiVE ミッドナイト』振り返りのコーナー（月曜 - 土曜 23時15分 - 23時25分頃）
当日未明に配信した『SOLiVE ミッドナイト[注 14]』のコーナー『ミッドチャット』の概要を紹介する。前に放送する「weathernews News」のニュース項目が多い場合は休止する場合がある。以前は他のコーナーでも紹介、時間調整をしたことがあった。
- 『明日の天気』（月曜 - 土曜 23時25分 - 23時28分頃 ※木島出演時、2011年2月7日 - ）
翌日の全国の天気をブロック別にマークで伝える。原稿読みは木島由利香が担当するが、同年6月26日の土曜日放送分から、村田も原稿読みを行なうようになった。なお、木島担当時と村田担当時では流れるBGMが異なる。
- WeatherReport NEWS（日曜日のみ）
月曜から当放送開始までに届いたリポートについて、季節風物詩関連及び天気概要などに注目したポイントを押さえながら、一週間を振り返る。
- 全国の天気
23時50分・0時50分頃から、予報センターより予報士解説。なお木島が担当している場合は23時20分[注 15]に全国の明日の天気を入れる[注 16]。

### ゲストゾーン
第1部 23時30分 - 23時50分頃、第2部 0時 - 0時25分頃に放送。なお、平日（月 - 金曜）版と週末（土・日曜）版では、一部内容が異なる。
- ゲストゾーン（主に平日に放送）
石橋・木島と各部署担当社員（稀に社外の人がゲスト出演する場合がある。後述）とのトークを行う。チャット上で『徹子の部屋』（テレビ朝日）をなぞらえて、「○○[注 17]の部屋」と呼ばれることもある[注 18]。2010年4月5日に実施した番組改編以降は、前枠番組『SOLiVE ムーン』でゲストに関するヒントを伝えることがある。
2010年5月29日から2月6日番組改編までの毎週土曜日〈厳密には日曜日未明〉第2部の当コーナーは予報センターから安部大介予報士とHindcast project担当の浜俊一を迎え、ゲリラ雷雨についての解説を行っていた。なお、安部予報士と浜は後述の日替わりコーナー「予報センター 一週間の成績」にも引き続き出演していた。
- Playback weathernews News（2011年4月以降 - 。毎週土曜日の第1部に放送）
月曜日から金曜日に取り上げられたニュースを振り返る。
- Weathernews LiVE Digest（2010年10月3日 - 。毎週土曜日深夜〈厳密には日曜日未明〉）
月曜日から金曜日に取り上げられたゲストタイムのハイライトシーンを厳選して振り返る。以前は日曜日深夜に行なわれていた。
- 今週の気まぐれ企画（2010年10月3日 - 。毎週日曜日深夜〈厳密には月曜未明〉）
日曜MCの須田・鈴木がソラキャンバスを使用し、与えられたテーマに沿って絵を描く[注 19]。完成後の作品紹介はクロマキースタジオにて行う。

### 日替わりコーナー
0時30分 - 0時50分頃に放送、休止または別コーナーに差し替えられる場合がある。
- 今週のデンキ（2011年6月6日-。毎週月曜日深夜〈厳密には火曜日未明〉）
電力気象担当の山崎育正を迎え、主に東京電力管内の電力使用状況などを解説する。2011年5月13日から始まった「みんなで作るデンキ予報」に合わせて、同年6月6日から新コーナーとしてスタート。夏の節電期間終了後、一時的にコーナーが終了。再び同年12月6日より冬の節電期間に合わせる形で再開。
- 最新地象情報 地象&地震について（毎週火曜日深夜〈厳密には水曜日未明〉[注 20]）
地象センターの山口剛央を迎え、この1週間に発生した地震の内、特に注目すべき地震をピックアップして、解説する。地震予知や火山噴火などを解説する場合もある。コーナー開始当初は隔週月曜日に放送していたが、2011年3月11日午後に発生した東日本大震災以降は毎週放送となり、2011年6月7日からは火曜日に移動。
- プロジェクト進捗報告（火曜日深夜〈厳密には水曜日未明〉）※不定期
ウェザーニューズが「WNI中期ビジョン（プロジェクト）[3]」と位置づけている3つの大型プロジェクトの内、CASAプロジェクトとWNI衛星プロジェクトの進捗状況を報告する。コーナー開始当初は毎週火曜日に放送していた。
- とくまるのマル得情報[注 21]（火曜日深夜〈厳密には水曜日未明〉）※不定期
ウェザーニューズ 広報担当[注 10]の徳丸友紀[注 22]を迎え、ウェザーニューズまたは関連事業が掲載された各マスメディア媒体の紹介や広告換算を行う。コーナー開始当初は隔週月曜日に放送していたが、2011年3月11日午後に発生した東日本大震災以降は、隔週放送の「地象&地震について」を優先するため、不定期ではあるが火曜日に放送されている。
- トランスメディア開発進捗報告（毎週水曜日深夜〈厳密には木曜日未明〉）
ウェザーニューズ IT開発リーダーの西祐一郎を迎え、IT分野に関する最新情報を伝える。また、西がサポーターなどから寄せられた質問に答える「助けて!God Hand」を実施することもある。過去に中国・北京やアメリカ・サンフランシスコから生放送を行ったり、西が出演できない時は石橋が単独で「SOLiVE IT用語講座」を行ったことがある（後述）。
- SHIRASEからのお知らせ（毎週木曜日深夜〈厳密には金曜日未明〉）
2009年11月9日に文部科学省から2008年7月30日に退役した三代目南極観測船初代しらせの譲渡先に決定したと発表した事を受けて[4]、スタートした。SHIRASEプロジェクトや南極観測隊の情報を中心に伝える。コーナー後半ではパソコン向け番組閲覧用ソフト「ソラマド」に搭載されているチャット機能の「ソラボタン」やBSデジタル放送の双方向対応番組連動データ放送、NTTドコモの携帯電話（FOMAシリーズ）を利用したクイズを行っている。以前は不定期コーナーであったが、2010年2月5日（厳密には6日）以降、金曜日深夜〈厳密には土曜日未明〉の「きのうのウェザーレポート動向」を差し替えて放送していた。同年4月5日に実施した番組改編に伴い、4月8日（厳密には9日）以降は木曜日深夜の同時間帯に移動した。
- 今週の感謝（通称：「感謝の言葉」または「感謝のコーナー」。毎週金曜日深夜〈厳密には土曜日未明〉）
今週到着したウェザーリポートから、天気予報や解析に大きな影響を与えたなど、予報センターが注目したウェザーリポートに対して、丹羽ほか、予報センター担当の気象予報士がスタジオに登場して解説する。ただし、ウェザーニューズが規定している災害レベルがM2（注意）体制など、異常気象発生時や注意が必要な天気状況の場合は、予報センターから現況解説を中心とした中継出演となる場合がある。
「感謝の言葉」は、丹羽登場時に「予報に役だったレポートに感謝する」として、コーナーの最後にバシとともに深々と礼をするところから来ている。なお、この感謝で深々と礼をする風景が「謝罪会見」にも似ているためか、ソラチャットでは、丹羽の礼にあわせて、カメラのシャッター音の擬音「カシャカシャ」や「感謝感謝」が多く書き込まれる（もちろん内容は謝罪ではない）。石橋も、このコーナーのことを「カシャカシャ（の）コーナー」や「カシャカシャタイム」と呼ぶこともある。この、チャット書き込みは、2009年12月31日に放送された特別番組「今年の感謝from予報センター」で、番組スタッフがテロップ効果として正式に採用した[注 23]。2010年4月4日までは「きのうのウェザーレポート動向」として、金曜日深夜〈厳密には土曜日未明〉を除く全ての曜日に放送していた。
- SOLiVE24 名場面 迷場面（2011年6月26日 - 毎週土曜日深夜〈厳密には日曜日未明〉）
前週の土曜日深夜に放送された「SOLiVE ミッドナイト」から当日の前番組「SOLiVE ムーン」まで、一番印象に残った名作のシーンもしくはNGシーンを紹介する。本数は毎回異なるものの、平均5本 - 7本程度。
- 来週のリポートポイント（2010年10月3日 - 。毎週日曜日〈厳密には月曜日未明〉）
日曜キャスター担当の須田が予報センターとつないで、週間天気予報を用いながら来週の天気に関するリポートのポイントを解説。

## トピックス
※役職・肩書は全て放送当時のものである。

## オープニング
- 2010年4月4日まで当番組で流れていたオープニング映像はかつて、スカパー!・BSデジタル放送・CATV向けに放送されていた、『夜はウェザーニュース』のオープニング映像を流用している。
- 2010年4月5日のSOLiVE改編よりオープニングが刷新され、オープニング曲にロック調のモデスト・ムソルグスキー「展覧会の絵」が起用された。当初はこの曲を番組メインテーマにする予定だったが[注 79]、チャット参加者から「うるさい」との苦情が相次いだため[58]、前述のオープニング時と「weathernews News」のみで使われていた[注 80]。
- 2010年11月15日放送分から、オープニングで流れるアニメーション・そして同時に流れるジングルが一新され、アニメーションについてはロケットを打ち上げて宇宙へ飛び立つシーンを描いたデザインとなった。オープニング曲はユーモレスクを採用した[注 81]。なお、オープニング映像に登場するロケットはNASAの著作権フリーコーナーで公開されている3Dデータ資料を参考にして作成したとの事[59]。なお、このジングルは演奏開始から約26分前後で終了するように作成（編曲）されている。
  - なお、2010年5月23日 - 28日や一部の日は出演者の変更、2011年2月11日は当日早朝より降り続いた雪の影響を受け、同タイトルの上、最新雪情報として放送したことにより、BGMがインターバルBGMに変更された。
- 使用されていたBGMのひとつは、「Dunce」[注 82]である。

## 備考
- 当番組がスタートすることになったきっかけは2009年10月5日に実施した番組改編の際に、学業活動[注 83]などの理由で23時 - 1時の枠にSOLiVEキャスターの出演・手配が出来ず、石橋と村田が協議した結果、改編直前まで該当時間枠を保留にし、穴埋め目的でスタートさせたのが当番組である。土・日曜版のキャスターに田口を起用したのも、ピンチヒッターとしての理由であった[60]。
  - しかし、2011年2月7日実施の番組改編によって、これまでゲストなどでは出演してきたSOLiVEキャスターから、木島由利香を新メインキャスターとして起用。番組始まって1年5ヶ月ぶりの、この番組にとっては大幅改編となった。また、同番組の出演者の顔写真は、同社社員がメインとあり載せて居らず、2月7日の放送当日の番組開始と共に発表となったため、ソラチャットは番組開始前と開始後数分は一時騒然となった[注 84]。これによって、番組開始当初から月 - 金曜のメイン出演者であった石橋はメインキャスターから退き、同年2月7日よりメインキャスターの座を木島に渡し、現在はコメンテーター（フォロー役）として出演（継続）している。
- 企業広報的側面も持ち合わせており、平成21年台風第18号において、WNIと気象庁の台風進路見解が異なり、気象業務法に基づいて、2009年10月9日付で気象庁がWNIへ口頭注意を行った件について[61]、14日放送の当番組で、内藤邦裕予報士と森田清輝取締役が出演し、同件についてWNIの見解を述べた。また、気象庁へ上申書を提出した19日には、森田が上申書の内容について当番組内で説明。気象庁が民間事業者向けに台風情報に関する講習会を開いた29日の当番組では、講習会に出席した安部大介予報士がその内容について報告している。また、12月3日には、台風18号の接近中2日間（10月7日・8日）に寄せられた、約25,000通のウェザーリポートを、官民協力の一環として気象庁に提出[62]。これについて、同日の当番組内で森田が説明を行った。
2010年に入り、気象庁が台風18号の進路を志摩半島先端の三重県大王崎付近を通過と修正したことを産経新聞が1月6日に報じたことを受けて[63]、翌日（7日）の放送で石橋・森田が説明・解説をしたほか、1月6日にWNI側が発表した気象庁の台風18号の進路修正について、誤りであるとして、気象庁は1月28日に広報等の改善について、文書で指導[64]。当日の当番組内で再度、森田が出演し、気象庁側から発表した資料についての説明・解説を行った。なお、2月5日に前述の指導について、ウェザーニューズとしての見解を気象庁に提出したが[65]、「weathernews News」での報告のみで、「ゲストゾーン」での解説などは一切しなかった（詳しくはウェザーニューズ#平成21年台風第18号の上陸発表に対する口頭指導を参照）。